# Horacio S. Meyrialle
Horacio S. Meyrialle ( Argentina, 29 de enero de 1913, ídem 12 de julio de 1997 ), cuyo nombre completo era Horacio Santiago Meyrialle fue un escritor, comediógrafo, humorista y guionista, una de cuyas creaciones más difundidas fue su tira de humor Pichuca y yo, que de la revista pasó a la televisión y al cine.

## Actividad profesional
Comenzó su carrera escribiendo para revistas y fue un asiduo colaborador de publicaciones humorísticas entre las que estuvieron las revistas Patoruzú y Rico Tipo . Fue autor de la recordada Pichuca y yo, que primero apareció en Rico Tipo, luego fue un programa de televisión y una película titulada Pocholo, Pichuca y yo (1951). También se recuerda su difundido ciclo televisivo Todo el año es Navidad  protagonizado por Raúl Rossi en la década de 1960 que en 1960 fue llevado al cine.
En 1958 Meyrialle escribió el libreto de Los hijos del corazón, teleteatro que interpretaron Myriam de Urquijo y Rodolfo Onetto dirigidos por Martín Clutet.
Ese mismo año escribió junto con Abel Santa Cruz un teleteatro protagonizado por ocho de los principales locutores del medio: Pinky, Nelly Prince, Nelly Trenti, Thelma Mendoza, Juan José Piñeiro, Guillermo Brizuela Méndez, Carlos Andrich y Adolfo Salinas.
En 1960 escribió el radioteatro Buenos Días, Pericles, que se transmitió por Radio El Mundo con la actuación de Olga Vilmar y Santiago Gómez Cou y relatos de Julio César Barton.
En 1960 escribió el libro del teleteatro Buenas noches, destino, que protagonizaron por Canal 13 José María Gutiérrez, Luisa Vehil y Alberto Fernández de Rosa dirigidos por David Stivel.
Otros guiones que escribió para televisión fueron para Mi hijo Rasputín, Juvenilia y El señor Drácula. 
Escribió con el seudónimo de Fausto Samayac un libro de cuentos. También fue comediógrafo: fue su primer estreno teatral fue la obra Violación y luego siguieron, entre otras, Un árbol que es una percha  y Un hilo de sangre , que estrenó Soledad Silveyra como protagonista en 1967.

## Premios
Entre muchas otras distinciones, ganó dos veces el Premio Martín Fierro, incluido el de Mejor libreto de las producciones 1959. 
En 1985, Argentores le otorgó el Premio de Honor de Televisión

## Filmografía
Guionista
- Todo el año es Navidad (1960)
- Pocholo, Pichuca y yo (1951)

## Televisión
Guionista
- Monoblock (1974) (serie)
- Mi hijo Rasputín (1973) Canal 9.
- Alta comedia (1973)… adaptación del episodio Memorias de una mala mujer
- El ángel de la muerte (1971) (película) (adaptación)
- El abuelo (1971) (película) (adaptación)
- Otra vez Drácula (1970) (miniserie)
- El monstruo no ha muerto (1970) (miniserie)
- Gran Hotel Carroussell (1967) (película)
- Violeta y Néstor. Con: Violeta Rivas y Néstor Fabián. (1966) Canal 13
- Olegario (1964) (película)
- Cómo te odio, Pepe (1958) (serie)